# Theodor Herzl
Pour les articles homonymes, voir Herzl.
Theodor Herzl [ˈteːodoːɐ̯ ˈhɛɐtsl̩], en hébreu : Te'odor Hertsel (תאודור הרצל), nommé lors de sa Brit Milah (circoncision) Binyamin Ze'ev (בנימין זאב), surnommé « le visionnaire de l'État » (Khozeh HaMedinah / חוזה המדינה), né le 2 mai 1860 à Budapest (actuelle Hongrie) et mort le 3 juillet 1904 à Reichenau an der Rax (actuelle Autriche), est un journaliste et écrivain austro-hongrois, qui a joué un rôle historique de premier plan en créant en 1897 l'Organisation sioniste mondiale, à l'origine de la création de l'État d'Israël (14 mai 1948).
Auteur de Der Judenstaat (L'État des Juifs) en 1896, il est l'un des premiers à mettre en place l'idée d'un État national pour les juifs. Il fonde l'Organisation sioniste mondiale lors du premier congrès sioniste tenu à Bâle en 1897. Le sionisme de Herzl rend rapidement obsolètes les mouvements sionistes antérieurs, notamment celui des Amants de Sion de Léon Pinsker, dont nombre de cadres rejoignent l'Organisation sioniste (notamment Meïr Dizengoff, cofondateur et premier maire de Tel Aviv).
Herzl est aussi le fondateur en 1899 du Fonds pour l'implantation juive, organisme financier chargé d'acheter des terres en Palestine, alors territoire de l'Empire ottoman, et d'en affecter l'usage à des agriculteurs juifs.

## Biographie

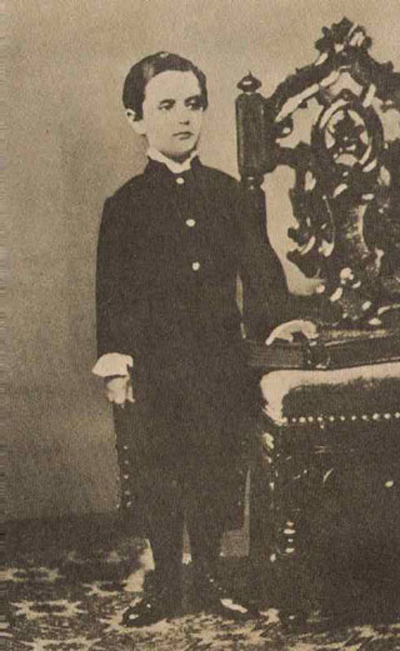
Theodor Herzl à 5 ans, photo prise vers 1865

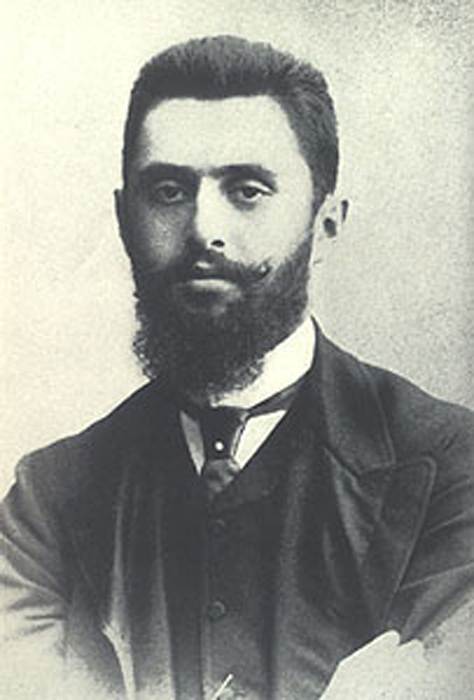
T. Herzl dans sa jeunesse, photo prise entre 1880 et 1890.

En 1860, Theodor Herzl nait sujet de l'empereur d'Autriche François-Joseph, chef de la maison de Habsbourg, qui est aussi, entre autres, roi de Hongrie. En 1867, l'empire d'Autriche (1804-1867) devient l'empire d'Autriche-Hongrie (1867-1918), et Budapest, officiellement constituée comme ville en 1873, devient la capitale cosmopolite des « pays de la Couronne de saint Étienne » (ou Transleithanie), qui s'étend sur la Hongrie, mais aussi la Slovaquie et la Croatie, en droit égale à Vienne, capitale des « royaumes et pays représentés à la Diète d'Empire » (ou Cisleithanie), mais aussi capitale impériale.

### Origines familiales
Theodor est le fils de Jacob (Yaakov) Herzl (1835-1902), issu d'une émigration vers Budapest de juifs de la périphérie de l'empire, en l'occurrence la ville serbe de Zemun (alors appelée Semlin), située près de Belgrade et conquise en 1717 par les armées autrichiennes sur l'Empire ottoman. Le recensement de 1756 de cette ville des confins militaires conserve la trace des aïeux de Herzl.
Le grand-père paternel de Theodor, Simon Loeb Herzl, était un juif orthodoxe, chantre (hazzan) de sa synagogue, proche du rabbin Yehouda Hay Alkalay (1798-1878), un des premiers membres des Amants de Sion, première organisation sioniste importante.
Sa mère est Jeannette Herzl, née Diamant (1836-1911). Theodor a une sœur aînée, Pauline, née le 10 mars 1859 et morte le 7 février 1878 du typhus.
Theodor naît dans le quartier juif, situé dans l'ancienne ville de Pest, sur la rive droite du Danube, face à la colline de Buda sur la rive gauche. La ville abrite une population juive importante (environ 20 % des habitants), aussi certains la surnomment-ils « Judapest ».
Yaakov Herzl est un homme d'affaires juif pratiquant, qui est devenu propriétaire de sièges familiaux à la grande synagogue de la rue Tabak, près de laquelle la famille réside, mais il parle principalement l'allemand (plutôt que le yiddish ou le hongrois).
Herzl grandit dans un milieu de juifs assimilés. Il a pourtant fait sa bar mitzvah le 3 mai 1873. Sa famille, bien que juive et identifiée comme telle, ne pratique pas le judaïsme de façon assidue[réf. nécessaire] : elle est « libérale et peu attachée aux traditions du judaïsme », selon la doctorante en histoire Lisa Romeo.
En 1878, la famille quitte Budapest à la suite de la mort de Pauline et s'installe à Vienne.

### Judéité de Herzl
Outre le prénom de « Théodore » (Tivadar en hongrois, Theodor en allemand), il reçoit les prénoms juifs de « Binyamin Zeev ».
Il est scolarisé de six à dix ans dans une école juive traditionnelle où il reçoit une instruction religieuse et où il apprend l'hébreu.
En 2006, un ouvrage de Georges Wiesz apporte de précieux renseignements sur le milieu d'origine et le sens profond de la judéité de Theodor Herzl, qui fut aidé financièrement par ses parents, pour la diffusion de ses idées sionistes.

### Études supérieures et débuts professionnels (1878-1894)
À partir de 1878, Herzl fait des études de droit à l'université de Vienne. Au début de ses études, il entre dans un cercle étudiant libéral appelé Akademische Lesehalle, puis en 1881, adhère à la Burschenschaft Albia.
En 1882, il lit l'ouvrage antisémite d'Eugen Dühring, La Question juive, ce qui l'amène à réfléchir sur le problème de l'antisémitisme. Confronté au développement de ces idées dans le monde étudiant, il quitte la Burschenschaft en 1883. Il obtient un doctorat en droit en 1884, d'où le titre qui lui est donné ensuite de « docteur » (en allemand Doktor, en abrégé à l'écrit : Dr).
Il travaille dans le domaine juridique en 1884 et 1885, à Vienne et à Salzbourg. Puis il se tourne vers le journalisme. Il écrit aussi des pièces de théâtre.
En 1891, il devient correspondant à Paris du Neue Freie Presse, le plus important et prestigieux quotidien de Vienne (puis il est directeur littéraire de ce journal à son retour.[réf. souhaitée] en 1896). C'est là qu'il assiste au début de l'affaire Dreyfus.

### Mariage (1889) et descendance
En 1889, Theodor épouse Julie Naschauer (morte en 1907), issue du même milieu que lui. Le mariage est malheureux malgré la naissance de trois enfants dont le destin sera tragique :
- Pauline, née le 29 mars 1890 et morte le 8 septembre 1930 à l'hôpital psychiatrique de Bordeaux[18] ;
- Hans, né le 10 juin 1891 et mort par suicide le 15 septembre 1930 dans un hôtel de Bordeaux ;
- Margareth Gertrude (« Trude »), née le 20 mai 1893 à Paris et morte au camp de concentration de Theresienstadt en 1943.

Pauline et Hans sont d'abord inhumés dans le cimetière juif de Bordeaux situé cours de l'Yser, aujourd'hui dans le cimetière national d'Israël au mont Herzl à Jérusalem, auprès de leurs parents.

### L'affaire Dreyfus et la conversion de Herzl au sionisme (1894-1895)

#### Herzl antisioniste (1894)
Avant Herzl, le sionisme est représenté par quelques mouvements dont le principal est celui des Amants de Sion, fondés par Léon Pinsker en 1881 à Odessa (alors dans l'Empire russe).
Herzl n'est pas immédiatement tenté par le sionisme : en 1894, il écrit en faisant le compte-rendu pour Die Neue Freie Presse de la pièce d'Alexandre Dumas fils, La Femme de Claude, dans laquelle un personnage (Daniel) encourage les Juifs à revenir sur la terre de leurs ancêtres, ce qui est le but du sionisme (Sion, colline de Jérusalem, étant le symbole de Jérusalem tout entière et même de la Terre d'Israël) :

« Le bon Juif Daniel veut retrouver sa patrie perdue et réunir à nouveau ses frères dispersés. Mais sincèrement un tel Juif doit savoir qu'il ne rendrait guère service aux siens en leur rendant leur patrie historique. Et si un jour les Juifs y retournaient, ils s'apercevraient dès le lendemain qu'ils n'ont pas grand-chose à mettre en commun. Ils sont enracinés depuis de longs siècles en des patries nouvelles, dénationalisés, différenciés, et le peu de ressemblance qui les distingue encore ne tient qu'à l'oppression que partout ils ont dû subir »

— Cité dans Jérôme et Jean Tharaud, Petite Histoire des Juifs, Paris, Plon, 1927.
.

#### Herzl face à la condamnation et à la dégradation de Dreyfus (1894-1895)
En tant que correspondant à Paris de Die Neue Freie Presse, il suit l'affaire depuis le premier procès (1894) de Alfred Dreyfus. Après la condamnation du capitaine Dreyfus (juif d'Alsace qui a quitté l'Alsace annexée en 1871) pour espionnage au profit de l'Allemagne, Herzl est témoin, comme de nombreux Parisiens, de la cérémonie de dégradation dans la cour de l'École Militaire à Paris le 5 janvier 1895. Dreyfus est ensuite expédié au bagne en Guyane. La quasi totalité des Français, y compris juifs, pensent que Dreyfus est coupable et mérite sa condamnation. En revanche, les étrangers perçoivent parfois le caractère biaisé (antisémite) de la condamnation.
C'est vers cette époque que Herzl commence à estimer absolument nécessaire la constitution d'un « abri permanent pour le peuple juif », thèse qu'il développe dans son livre L'État des Juifs (Der Judenstaat), publié en 1896.
Il faut noter que l'affaire Dreyfus ne se termine pas en 1895 : une deuxième phase commence en janvier 1898 lorsque Émile Zola, convaincu par Mathieu Dreyfus et Bernard Lazare de l'innocence du capitaine, publie avec le soutien de Georges Clemenceau son célèbre texte J'accuse…!, qui, après bien des vicissitudes politiques et judiciaires, aboutit à la grâce du prisonnier accordée par le président de la République, à sa libération, puis à la révision de son procès et à sa réhabilitation en 1906, marquant la victoire définitive des républicains contre les réactionnaires antisémites.
Mais, entre-temps, Herzl a publié son livre Der Judenstaat dès 1896 et le premier congrès sioniste a eu lieu en 1897.

#### Rôle de l'affaire Dreyfus dans le revirement de Herzl
Herzl dira plus tard que c'est l'affaire Dreyfus qui a motivé son engagement, même si cela n'apparaît pas dans son journal personnel.
Cette idée, devenue une sorte de lieu commun, est contestée par certains auteurs, comme Shlomo Avineri, qui affirme que « quiconque chercherait dans le journal [de Herzl] — pourtant riche en introspection et fourmillant de références historiques – un quelconque indice de la centralité de l'affaire Dreyfus dans le réveil de l'identité juive [de Herzl], ou son développement vers le sionisme, serait extrêmement déçu ». Une telle affirmation tend à faire penser que l'affaire Dreyfus n'aurait pas eu un impact a posteriori sur la conscience de Herzl.
Claude Klein, dans son ouvrage intitulé Essai sur le sionisme, estime aussi que « la réalité est évidemment bien loin de cette fiction ». Selon lui, la « question juive » et le problème de l'antisémitisme n'ont jamais cessé de préoccuper Théodore Herzl.

#### L'État des Juifs(1896)
Le débat autour du titre français du livre intitulé Der Judenstaat bute sur certaines particularités linguistiques. Faut-il alors traduire « Judenfrage » — qui figure d'ailleurs en sous-titre de l'ouvrage de Herzl, « Versuch einer modernen Lösung der Judenfrage » — par « la question des Juifs » et non par « la question juive » ? Soulignons que Herzl surveilla de très près la parution française de son ouvrage et qu'il n'ignorait pas que le titre de l'éditeur français fut L'État Juif alors qu'une traduction stricte aurait dû être L'État des Juifs et non L'État juif, tout comme en anglais: « The Jewish State ».
Il y expose les trois principes fondamentaux du sionisme : l'existence spécifique du peuple juif ; l'impossibilité de son assimilation par d'autres peuples ; d'où la nécessité de créer un État particulier, qui prenne en charge le destin de ce peuple. À ces trois fondements du sionisme, le premier congrès sioniste de 1897 en ajoute un quatrième : le droit des Juifs à s'installer en Palestine, la Terre d'Israël (Eretz Yisrael), qui est depuis 1517 une possession de l'Empire ottoman, après avoir été conquise par les Grecs (Alexandre le Grand), les Romains (au Ier siècle), puis par les musulmans du califat de Damas au VIIe siècle.

### Mise en œuvre du projet sioniste

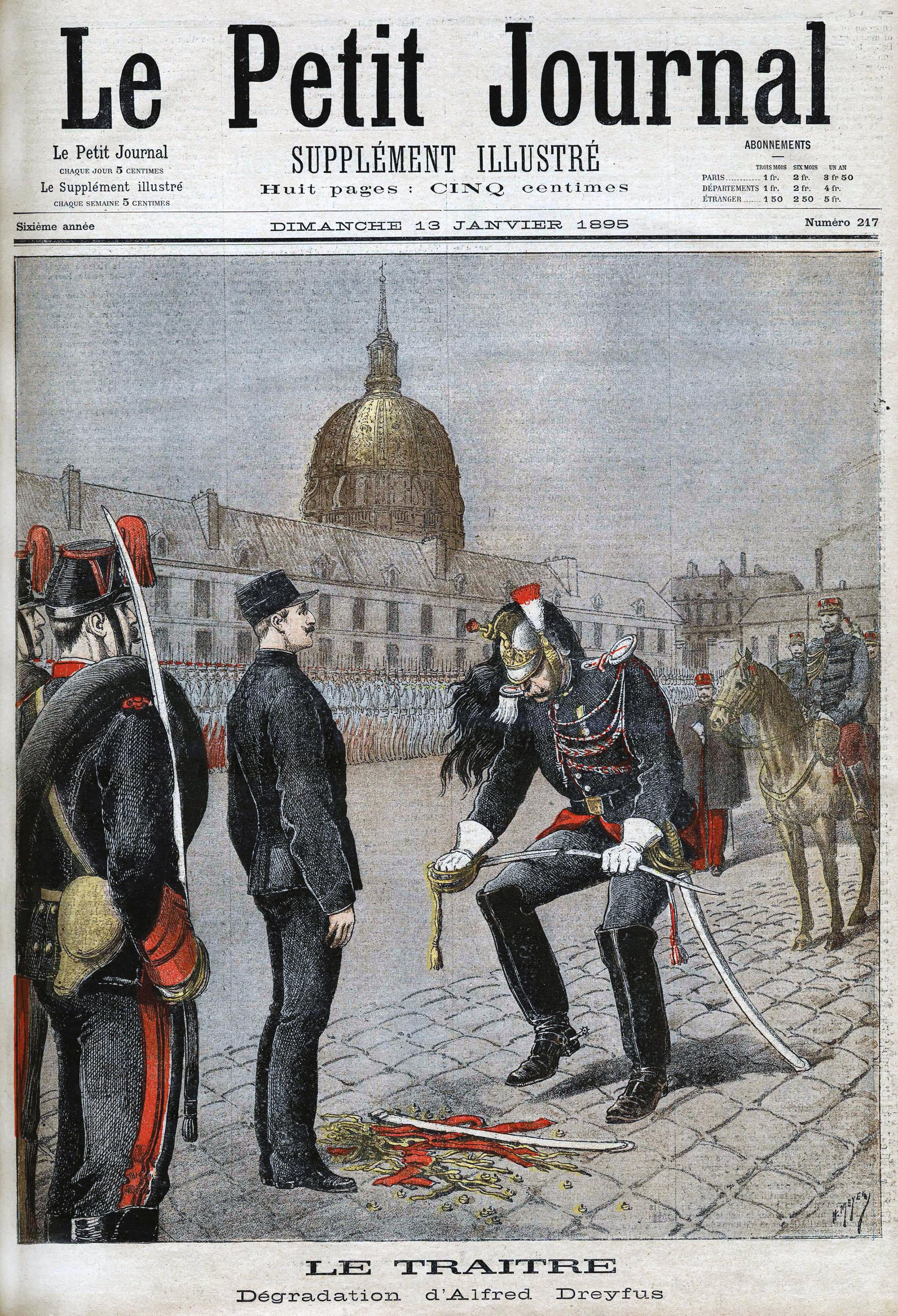
La dégradation d’Alfred Dreyfus, le 5 janvier 1895. Dessin d'Henri Meyer en couverture du Petit Journal du 13 janvier 1895.

« Dès qu'il se mit à assigner à son action des buts précis dans l'espace réel, à nouer les forces en présence, il dut reconnaître combien son peuple était devenu disparate parmi les nations et les destinées les plus diverses : ici les Juifs religieux, là les libres penseurs, ici les Juifs socialistes, là les capitalistes, tonnant les uns contre les autres dans toutes les langues, et tous fort peu disposés à se soumettre à une autorité centrale. »

— Le Monde d'hier. Souvenirs d'un Européen, Stefan Zweig

#### Campagne internationale de Herzl (1896-1897)
Pour mener à bien son projet d'État pour les Juifs, il décide de lancer une campagne internationale et de faire appel à toutes les personnes susceptibles de l'aider. Il va ainsi se rapprocher des Rothschild, notamment le baron Edmond de Rothschild qui, comme un certain nombre d'Européens, achète des terres en Palestine depuis 1882, et de Maurice de Hirsch. Il demande des lettres de soutien à des hauts personnages de l'époque, comme le pape Pie X (qui le reçoit en 1904), le roi d'Italie Victor-Emmanuel III ou le Britannique Cecil Rhodes.
En avril 1896, il se rend à Constantinople, capitale de l' Empire ottoman puis à Sofia en Bulgarie pour rencontrer des délégations juives de ces pays. À Londres, il est accueilli froidement par le groupe des Macchabées[réf. nécessaire], mais très chaleureusement par des sionistes de l'East End et il reçoit alors un mandat d'encadrement[pas clair] de leur part. Au cours des six mois suivants, ce mandat est approuvé par toutes les organisations sionistes existantes alors, dans le monde entier.
En 1897, il fonde à Vienne sur ses fonds personnels l'hebdomadaire Die Welt.

#### Premier congrès sioniste (Bâle, 1897)
Il envisage d'abord d'organiser à Munich, en Allemagne, un rassemblement mondial des sionistes, mais les rabbins rassemblés s'y opposent. En conséquence, il choisit la Suisse, précisément Bâle, pour organiser le premier congrès sioniste en 1897. Il est élu président de l'Organisation sioniste créée alors, poste qu'il occupe jusqu'à sa mort.
Cinq autres congrès auront lieu de son vivant.

#### Contacts avec certaines puissances, notamment l'Empire ottoman
En 1898, il commence une série de voyages afin d'obtenir un soutien des grandes puissances afin de créer le futur État des Juifs. Il est reçu à plusieurs reprises par l'empereur d'Allemagne Guillaume II, la première fois 2 novembre 1898.

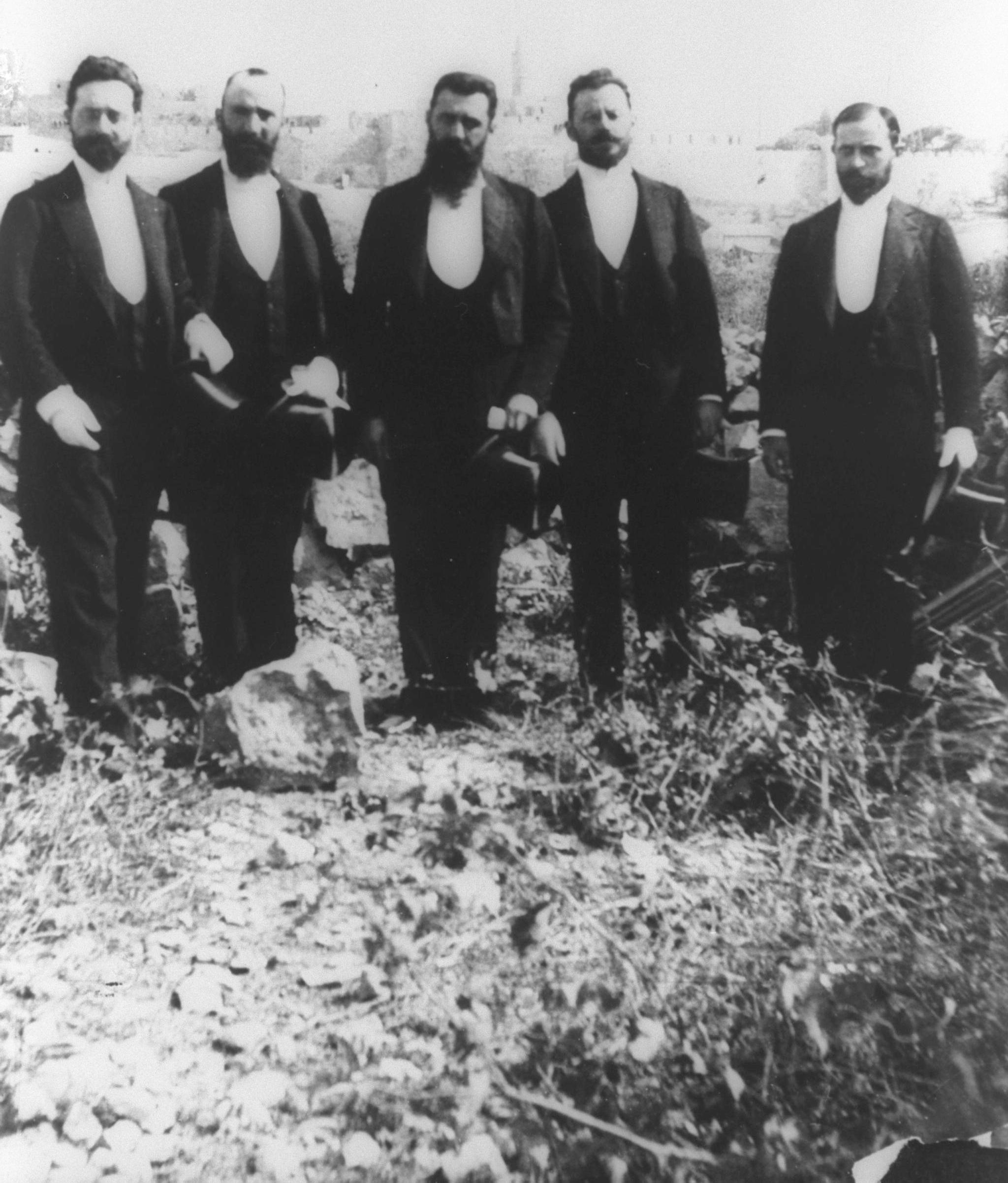
Délégation sioniste à Jérusalem, le 2 novembre 1898, accompagnant le Kaiser Guillaume II lors de son voyage en Palestine. De gauche à droite :, David Wolffsohn, Theodor Herzl,, Joseph Seidener.

En 1899, il participe à la première conférence de La Haye, visant à limiter la course aux armements qui se déroule alors entre puissances européennes.
En mai 1901, il rencontre le sultan Abdülhamid II, afin de négocier des terres de Palestine. Herzl propose de payer avec le concours de banquiers juifs les dettes de l'Empire en échange de la Palestine, mais le sultan refuse catégoriquement, disant : « Les terres de Palestine appartiennent au peuple ottoman, pas à moi. Je n'en vendrai aucune portion, elles ont été conquises par le sang du peuple ottoman. Si vous voulez les prendre, il faudra que vous nous déchiquetiez.»

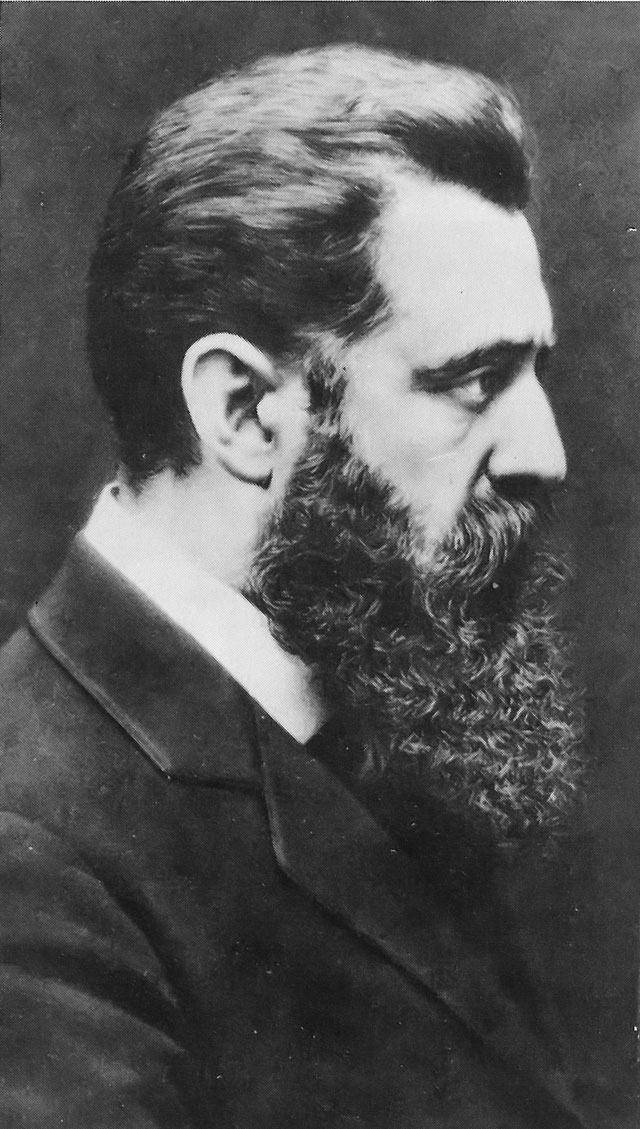
Theodor Herzl en 1904.

### L'année 1903

#### Pourparlers avec le gouvernement britannique: le projet Ouganda
En 1902-1903, Herzl est invité à témoigner devant la Commission royale britannique sur l'immigration des étrangers[réf. nécessaire]. Cela le met en contact étroit avec certains membres du gouvernement britannique, notamment Joseph Chamberlain, à l'époque secrétaire d'État aux colonies, par l'intermédiaire duquel il négocie avec le gouvernement égyptien une charte pour l'installation des Juifs dans la région d'Al Arish, dans la péninsule du Sinaï, jouxtant le sud de la Palestine.
À la suite de l'échec de ce projet, qui l'a conduit au Caire, il reçoit en août 1903, par l'intermédiaire de Leopold Greenberg (en), une offre du gouvernement britannique proposant l'implantation d'une grande colonie juive de peuplement en Afrique de l'Est, sous souveraineté britannique, mais avec un gouvernement autonome (self-government), projet connu sous le nom de projet Ouganda.
Le 12 juillet 1903, il note dans ces carnets que l'État du Congo est suffisamment vaste pour accueillir son projet.

#### Contacts avec le gouvernement russe à la suite des pogroms de 1903
À cette époque, les juifs de la zone de résidence en Russie sont dans une situation tragique, frappés par plusieurs pogroms plus ou moins cautionnés par les autorités (police, gendarmerie, armée).
Au lendemain du premier pogrom de Kichinev (6 et 7 avril 1903), Herzl se rend à Saint-Pétersbourg où il est reçu par Serge Witte, ministre des Finances, et Viatcheslav Plehve, ministre de l'Intérieur, antisémite notoire et suspecté d'avoir encouragé les pogroms.
Herzl fait des propositions pour l'amélioration de la situation des juifs en Russie. Il propose à Plehve une véritable alliance : « Soutenez mon projet, je vous débarrasserai de vos révolutionnaires juifs ».

#### Le sixième congrès sioniste (août 1903), le dernier de Herzl

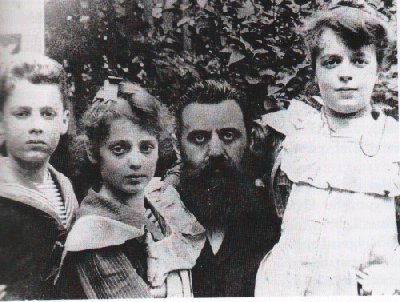
Herzl et ses enfants, photo prise vers 1900.

En prévision du sixième congrès sioniste (25-28 août 1903), Herzl contacte Khaym Jitlovsky, responsable de l'Union des socialistes-révolutionnaires russes à l'étranger (qu'il prend pour un représentant du Bund), et lui propose l'appui de Plevhe qui attribuerait une charte au mouvement sioniste, en échange d'un engagement des révolutionnaires juifs à interrompre leur lutte contre le gouvernement tsariste pour une durée de quinze ans.
Durant le sixième congrès, il présente officiellement la déclaration russe et son projet remporte alors la majorité des votes (295 contre 178 et 98 abstentions)[réf. nécessaire] ; il doit ensuite étudier cette offre, malgré le très mauvais accueil de celle-ci par la délégation des sionistes russes et polonais.
Le congrès décide aussi d'envoyer une mission d'étude de faisabilité sur le projet Ouganda. Cette mission aura bien lieu, mais seulement après la mort de Herzl, avec un résultat défavorable, de sorte que le septième congrès (1905) le révoquera définitivement, refusant toute autre implantation que la Terre d'Israël. Une partie des congressistes favorables au projet quitte alors l'organisation pour fonder l'Organisation sioniste territorialiste.

### Mort et funérailles

#### Mort de Herzl (3 juillet 1904) et première inhumation à Vienne
Il meurt à Edlach, village de la commune de Reichenau an der Rax en Basse-Autriche, le 3 juillet 1904, de faiblesse cardiaque aggravée par une pneumonie.
Il est inhumé au cimetière de Döbling à Vienne (photographie de la sépulture ci-contre)
Le récit que fait Stefan Zweig dans Le Monde d'hier de ses obsèques à Vienne le 7 juillet 1904 dit l'ampleur du personnage :

« Ce fut une journée extraordinaire (…), inoubliable pour tous ceux qui l'ont vécue. Car soudain affluèrent à toutes les gares, venus par tous les trains, jour et nuit, des hommes de tous les empires et de tous les pays ; (…) Et je pus mesurer pour la première fois, à cette douleur immense, montant convulsivement des tréfonds de toute un peuple de millions d'êtres, quelle somme de passion et d'espérance cet homme isolé avait répandu dans le monde par la puissance de sa pensée. »

#### Inhumation à Jérusalem (1949)

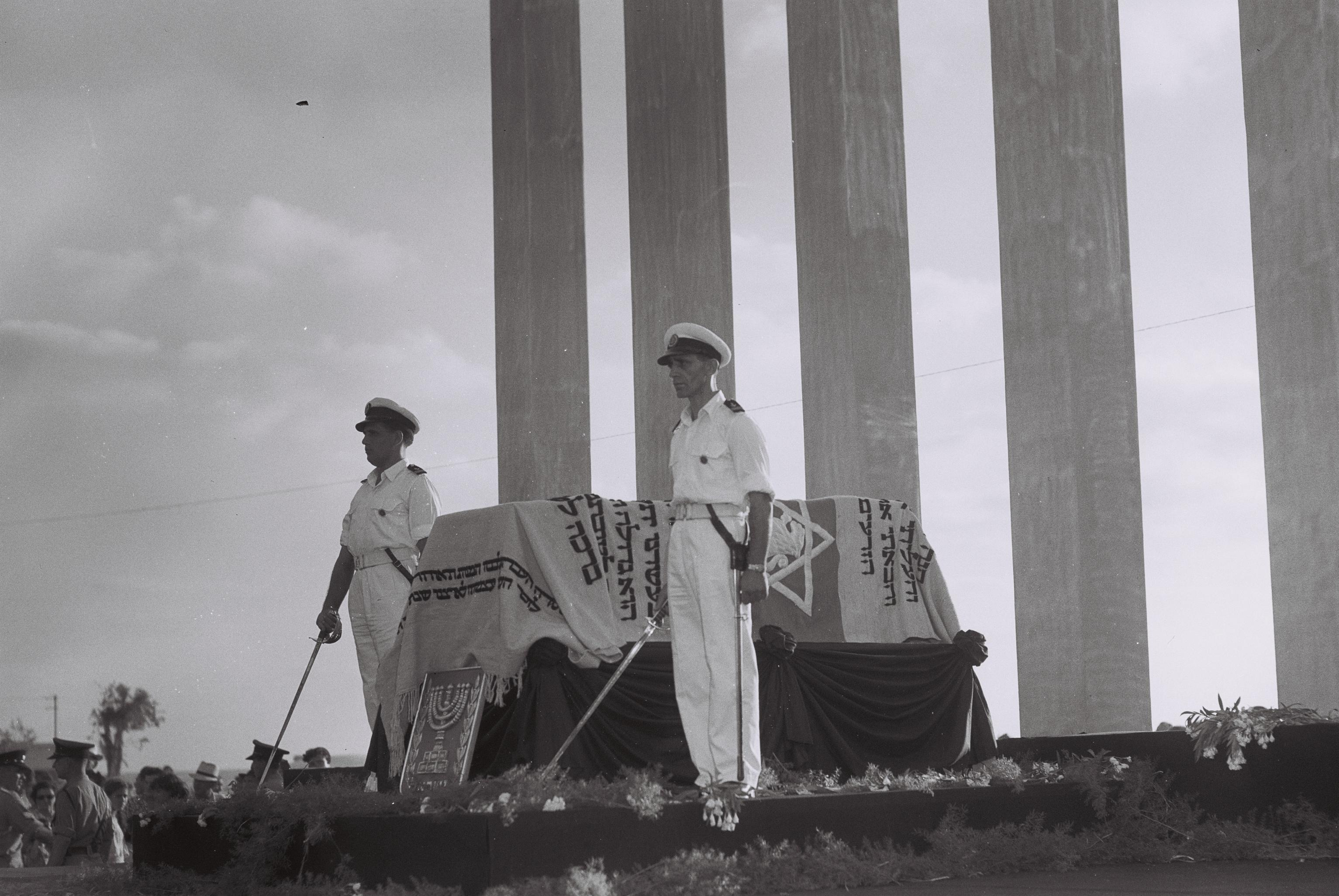
Garde d’honneur debout à côté du cercueil d’Herzel en Israël, 16 août 1949.

Herzl avait demandé à être enterré en Palestine quand le peuple juif y aurait fondé un État indépendant, ce qui est réalisé le 14 mai 1948 par la déclaration d'indépendance d'Israël faite par David Ben Gourion à Tel Aviv, indépendance confirmée par la victoire israélienne sur les armées arabes dans la guerre de 1948-1949.
Le 17 août 1949, son corps, ainsi que celui de ses parents, Yaakov et Jeannette, et de sa sœur Pauline, sont inhumés au Mont Herzl à Jérusalem.
Son cercueil est recouvert d'un drap bleu et blanc orné d'une étoile de David entourant un lion de Juda et de sept étoiles d'or rappelant la proposition originale faite en 1897 d'Herzl pour un drapeau de ce genre, qui aurait pu être celui de l'État juif,.
En septembre 2006, les dépouilles de ses enfants Hans et Pauline sont transférées depuis le cimetière juif de Bordeaux. Le transfert a longtemps été différé pour des raisons religieuses, Hans s'étant converti au christianisme et s'étant suicidé.
Sa fille cadette, Trude Norman, étant morte au camp de concentration de Theresienstadt, ses restes n'ont jamais été retrouvés. Le corps du fils de Trude, Stephen Theodore Norman (en), qui s'est suicidé en 1946 à Washington, a été transféré au mont Herzl le 5 décembre 2007.

### L'Organisation sioniste mondiale créée à Bâle en 1897

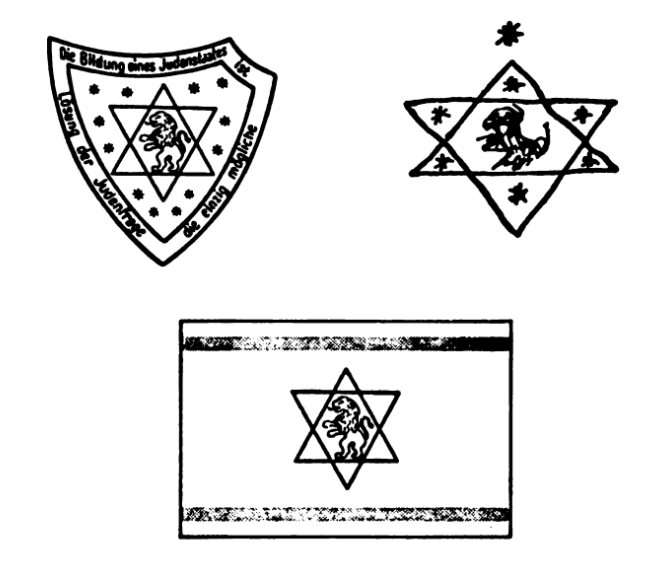
Deux ébauches du drapeau sioniste par et Herzl. Dessous, la version finale utilisée lors du premier congrès sioniste (1897).

En 1897, Herzl réunit à Bâle, avec l'aide de Max Nordau, le premier congrès sioniste. À cette occasion, il ébauche le dessin du drapeau sioniste.
Les assises de l'Organisation sioniste mondiale sont établies et il la présidera jusqu'à sa mort, le 3 juillet 1904 près de Vienne.
Le 15 juillet 1904, Max Nordeau écrit dans l'Écho sioniste:
« Le peuple juif avait produit un homme admirablement européen et en même temps un Juif enthousiaste, qui avait la passion du progrès le plus radical et un merveilleux sens historique, qui était poète et homme d'état pour l'idée juive; qui était président, orateur, organisateur, rêveur, homme d'action, prudent où il pouvait, téméraire où il devait l'être; prêt à tous les sacrifices et même au martyre en ce qui le concernait, et d'une indulgence, d'une patience inépuisable pour les autres; fier, noble, plein de dignité, et modeste pourtant, et fraternel avec les plus simples et les plus humbles »

## Aspects de la pensée de Herzl

### Positions à l'égard des musulmans de Palestine

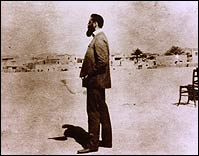
Herzl, lors de son voyage en Palestine, 1898.

Selon Michel Abitbol, qui s'appuie sur la nouvelle utopiste de Herzl, Altneuland (Le Pays ancien-nouveau) publiée en 1902, Herzl « n'a prévu à aucun moment l'affrontement inéluctable entre nationalisme arabe et nationalisme juif », et en Européen qu'il était, « en bon humaniste occidental, pensait sincèrement qu'en faisant profiter de leur savoir-faire leurs voisins arabes, les nouveaux venus juifs ne seraient point considérés comme des intrus indésirables ».
Mais d'autres chercheurs portent un jugement plus sévère sur le fondateur du sionisme. Moshe Behar et Zvi Ben Dor Benite rappellent qu' Herzl a rejeté les avis d'Abraham Shalom Yahuda, juif de Palestine qui, dès 1896, le met en garde contre une démarche unilatérale, sans concertation avec les Arabes musulmans.

### Mépris de Herzl envers les «orientaux», y compris juifs
Reuven Snir souligne le mépris (d'Européen, d'Occidental) d'Herzl pour les cultures orientales, qui s'étendait aux Juifs orientaux : « C'est la volonté de Dieu, écrit Herzl, que nous revenions sur la terre de nos pères, nous devrons ce faisant représenter la civilisation occidentale, et apporter l'hygiène, l'ordre et les coutumes pures de l'Occident dans ce bout d'Orient pestiféré et corrompu ».
Herzl écrit encore : « c'est avec les Juifs un élément de la culture allemande qui va aborder les rivages orientaux de la Méditerranée […]. Le retour des Juifs semi asiatiques sous la domination de personnes authentiquement modernes doit sans aucun doute signifier la restauration de la santé dans ce bout d'Orient négligé ».
D'une façon plus générale, il se situe dans la tradition de la « mission civilisatrice de l'Occident » : « Pour l’Europe, nous constituerions là-bas un morceau du rempart contre l’Asie, nous serions la sentinelle avancée de la civilisation contre la barbarie. »

### L'utopie sioniste d'Altneuland(1902)
En 1902, il publie Altneuland (littéralement « Pays ancien-nouveau », titre traduit en français sous différentes formes). Dans ce roman, il décrit une utopie sioniste, dans une Palestine devenue un État d'essence juive, mais démocratique, où les non juifs disposent de droits fondamentaux égaux. Il insiste notamment sur le droit de vote à travers la description d'une campagne électorale, mais les Arabes, en plus de disposer du droit de vote, occupent des postes clés.
Herzl évoque aussi les relations entre les Palestiniens et les immigrants juifs à travers le personnage de Rachid Bey qui accueille amicalement les colons[pas clair], mais lorsque l'un d'eux prétend que ce sont les Juifs qui ont amené l'agriculture en Palestine, il rétorque qu'elle y existe depuis longtemps.
Cette relative harmonie est brisée par le personnage de Geyer, immigrant récent qui fonde un parti nationaliste juif. Lors de la campagne électorale, le programme de Geyer envisage la suppression du droit de vote des non juifs. Ses opposants avancent des arguments en faveur du droit de vote pour tous fondés sur des principes universalistes, mais aussi sur des textes religieux du judaïsme (« Il y aura une même loi parmi vous, pour l’étranger comme pour l’indigène », Livre des Nombres 9, 14.

## Publications

### Der Judenstaat(1896)
- Der Judenstaat : Versuch einer modernen Lösung der Judenfrage, Leipzig, M. Breitenstein, 1896, 94 p. (notice BNF FRBNF30600824) [« L'État des Juifs : essai d'une solution moderne à la question juive »)
- Der Judenstaat : Versuch einer modernen Lösung der Judenfrage, deuxième édition, Leipzig et Vienne, M. Breitenstein, 1896, 86 p. (Notice BNF : FRBNF32243301)

Traductions françaises
- L'État juif. Essai d'une solution de la question juive, introduction de Baruch Hagani, Paris, Lipschutz, 1926, 239 p. (FRBNF32243302), en ligne sur Gallica
- L'État juif, traduction d'Elian Finbert, préface de David Ben Gourion, Jérusalem, Organisation sioniste mondiale, 1954, 128 p. (FRBNF33936449)
- L'État juif, Paris, L'Herne, collection « Les livres noirs », 1970, 127 p. (FRBNF35435964)
- L'État des Juifs, traduction, notes, présentation et postface de Claude Klein (Essai sur le sionisme : De "l'État des Juifs" à l'État d'Israël), Paris, La Découverte, 1990, 188 p.  (ISBN 2-7071-1910-5)[54] (réédition : 2003, 176 p.  (ISBN 978-2-7071-4105-7)
- L'État juif, Paris, Deterna, collection « Documents pour l'histoire », 2012, 88 p.  (ISBN 978-2-36006-042-9)[55]

### Altneuland(1902)
- Altneuland. Utopischer Roman, Berlin et Leipzig, Hermann Seemann, 1902
- Altneuland, Berlin et Vienne, Harz, sans date, en ligne sur Gallica (FRBNF32243296)

Éditions en français
- Terre ancienne, terre nouvelle, traduction de L. Delau et J. Thursz, Paris, Rieder, 1931 (FRBNF32243297)
- Pays ancien, pays nouveau, traduction et préface de Paul Giniewski, Paris, Stock, 1980, 326 p.  (ISBN 2-234-01344-5)
- Le Pays ancien nouveau, traduction et préface de Paul Giniewski, Paris, Stock, 1998, 366 p.  (ISBN 2-234-04985-7)
- Altneuland Nouveau pays ancien , traduction de L. Delau et J. Thursz, précédé de : Denis Charbit, Retour à Altneuland : la traversée des utopies sionistes, Paris, Éditions de l'Éclat, 2004, 363 p.  (ISBN 2-84162-093-X)

### Autres
- Journal, 1895-1904, Paris, Calmann-Levy, 1994  (ISBN 978-2-7021-1862-7)
- Le Nouveau Ghetto [Das neue Ghetto], 1897 (pièce en quatre actes), traduction de Yehuda Moraly et Michèle Fingher, Association pour la diffusion de la culture juive, 2019 ([présentation en ligne] consulté le 17 février 2024)

## Hommages

### En Israël
Une municipalité de la banlieue nord de Tel Aviv porte son nom : Herzliya.
Des rues de plusieurs municipalité (Rehovot, Rishon LeZion, Guedera, Kiryat-Malakhi, Be'er Ya'akov, Ma'alot-Tarshiha, Netanya, Jérusalem, Tel Aviv-Jaffa, Tirat Carmel) portent le nom de Herzl.
- À Jérusalem, le mont Herzl abrite sa sépulture et celle d'autres figures marquantes de l'histoire d'Israël.

### En Europe
Plusieurs villes (Bâle, Budapest, Edlach an der Rax (Autriche), Vienne) ont donné le nom de Herzl à une rue ou une place.
À Paris, la place Theodor Herzl a été inaugurée le 5 juillet 2006, dans le 3e arrondissement, à l'intersection des rues de Turbigo et Réaumur, en présence de Bertrand Delanoë, maire de Paris, de Pierre Aidenbaum, maire du 3e arrondissement et du chargé d'affaires de l'ambassade d'Israël.

### Galerie

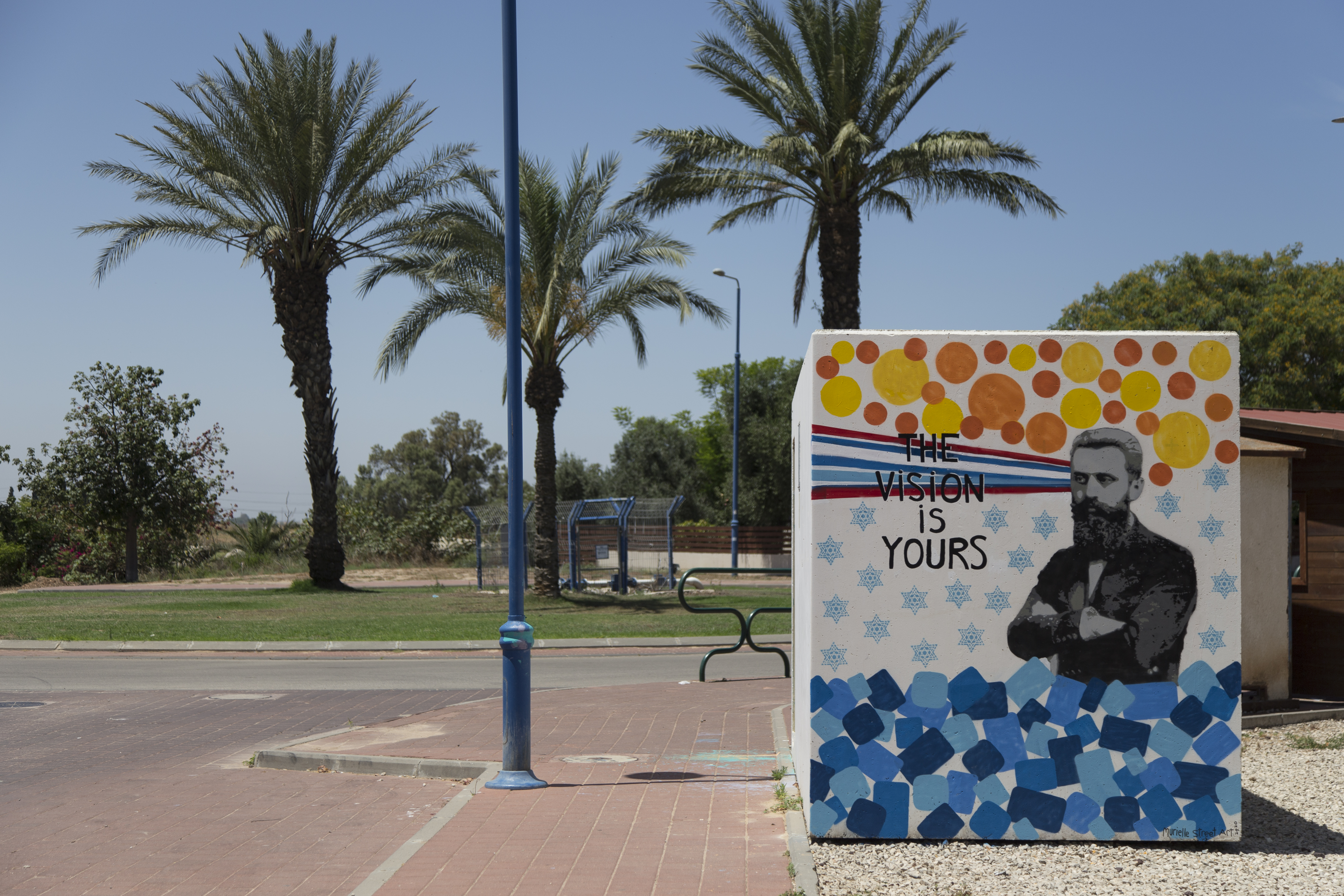
Herzl. Peinture murale de Murielle Street Art[56], moshav de Ge'a (en) (Israël).
Figurine représentant Herzl au balcon, Tel Aviv (d'après la photographie de Herzl au balcon de son hôtel à Bâle en 1897).
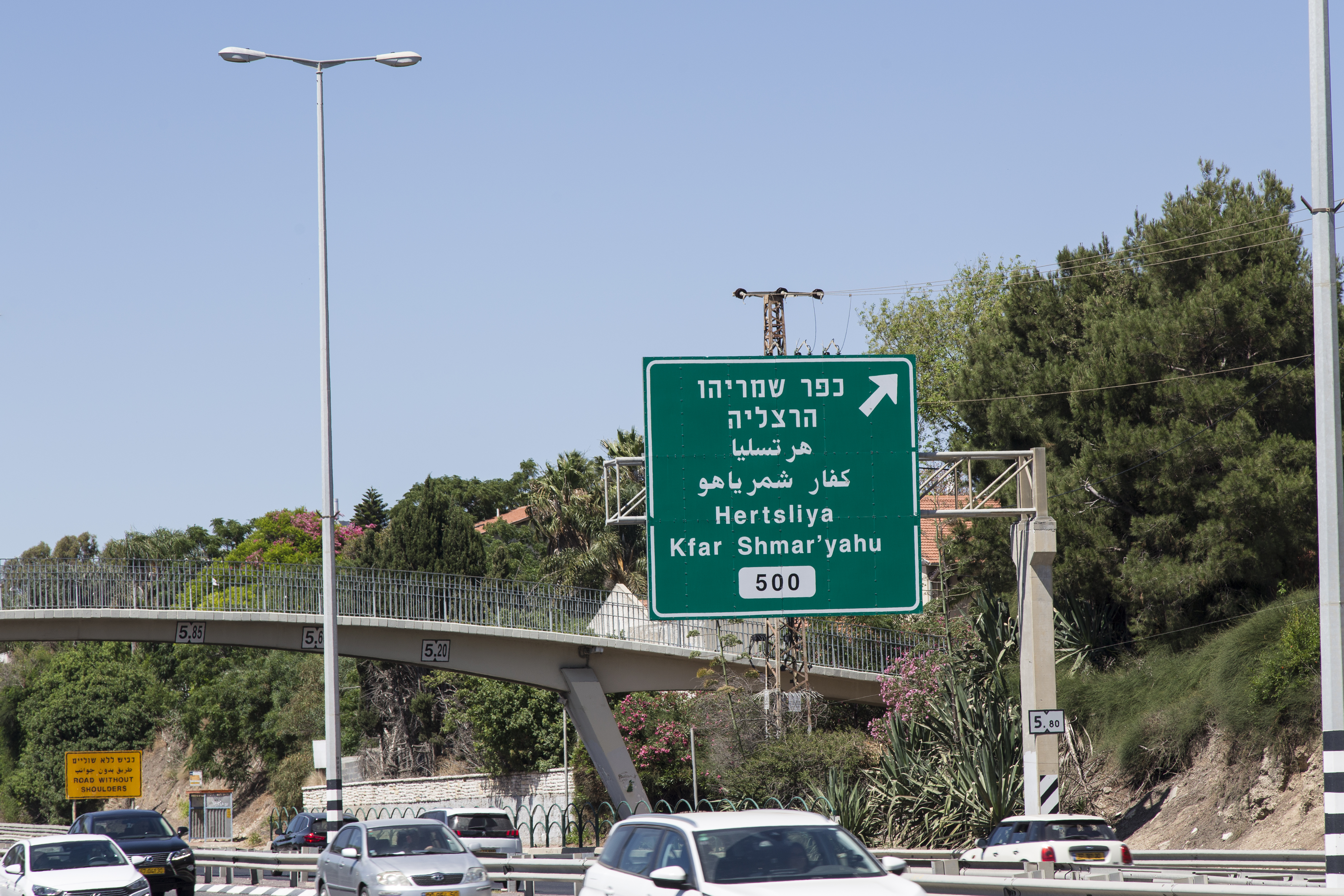
Panneau autoroutier : sortie vers Herzliya.
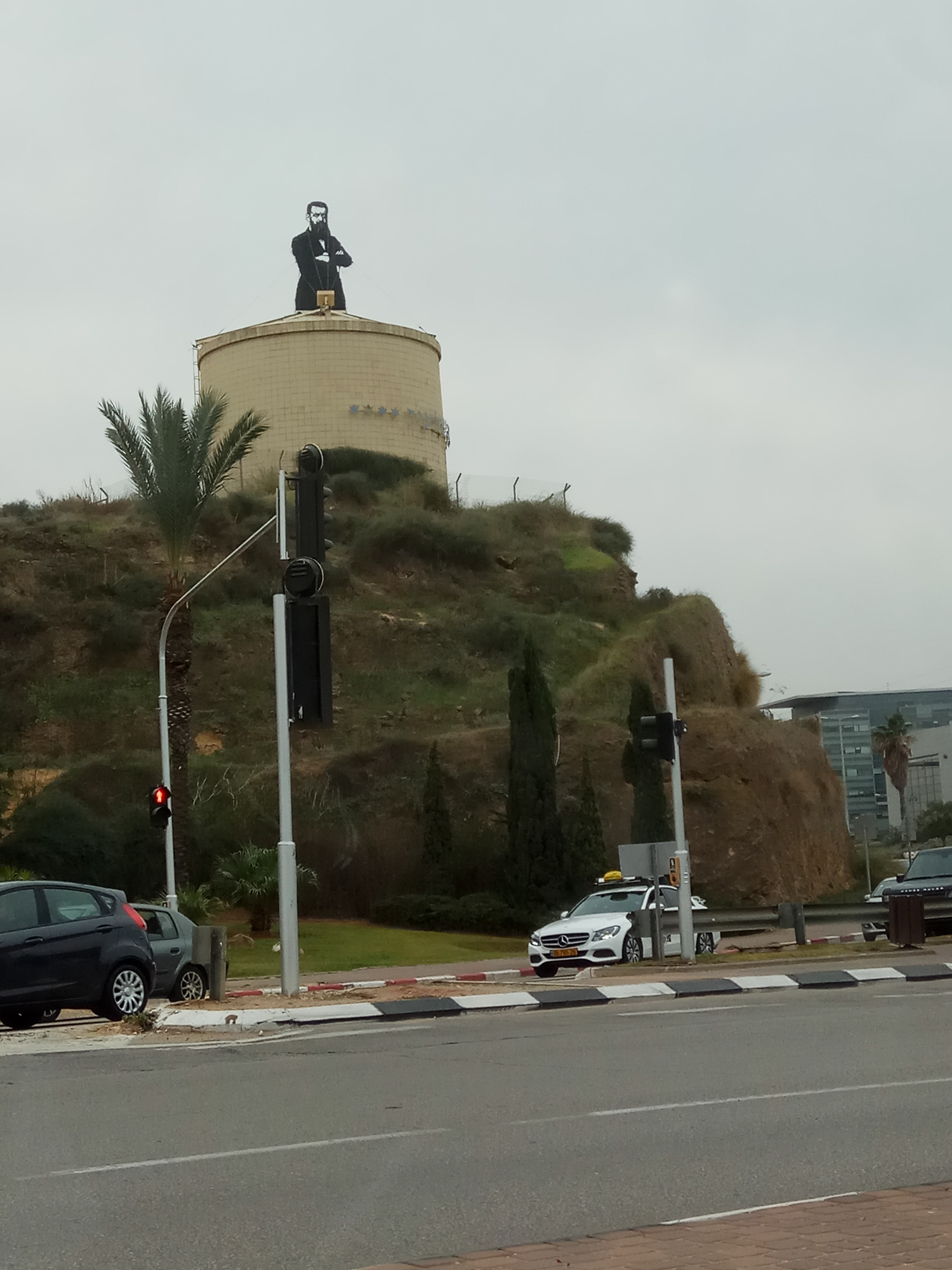
Réservoir d'eau à Herzliya surmonté d'un découpage de Herzl par Uri Lifshitz (en). 1990.
Carte postale : Herzl avec un stéthoscope et inscription : « .. Yishrael ... ».
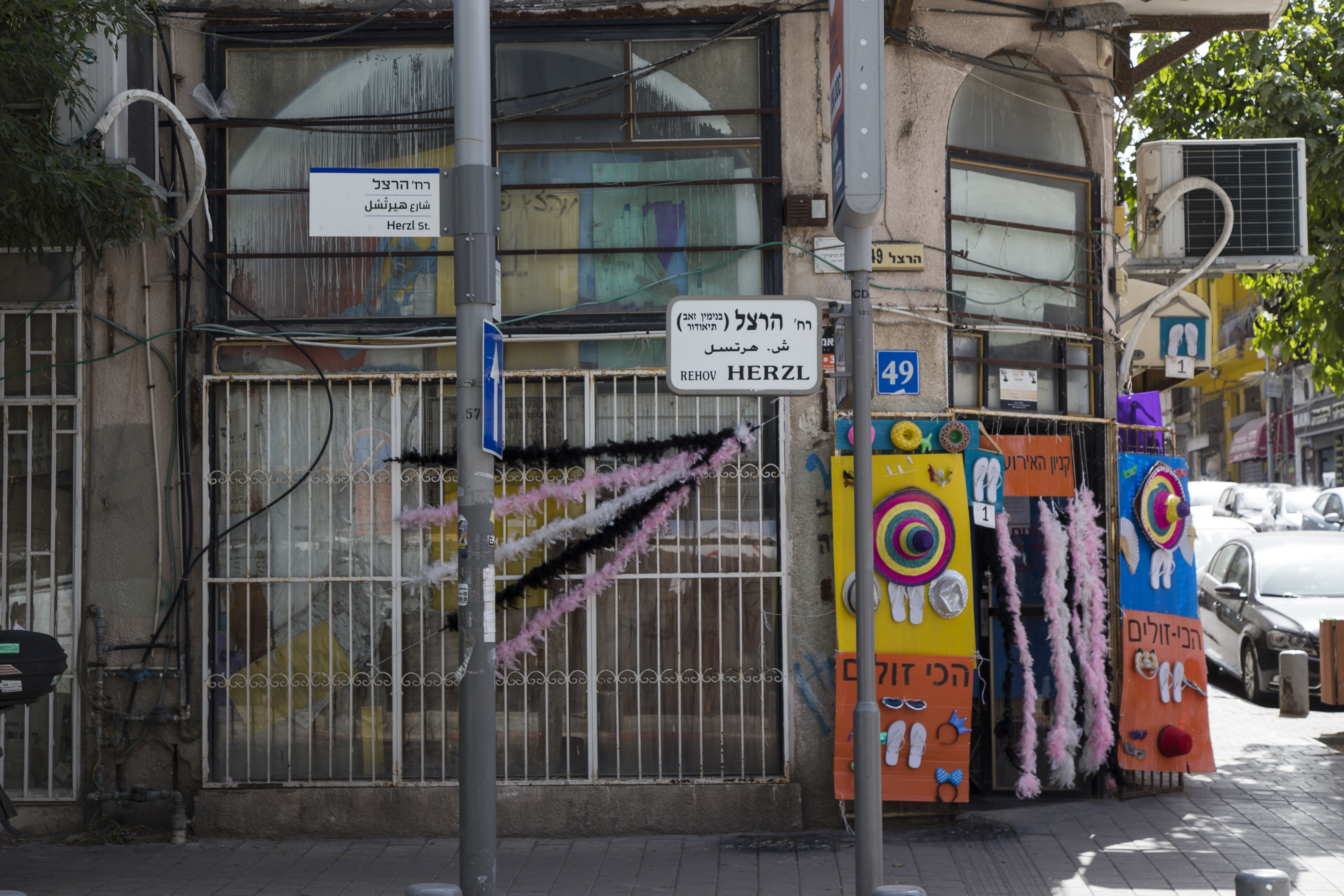
Deux plaques de rue dans la rue Herzl à Tel Aviv.
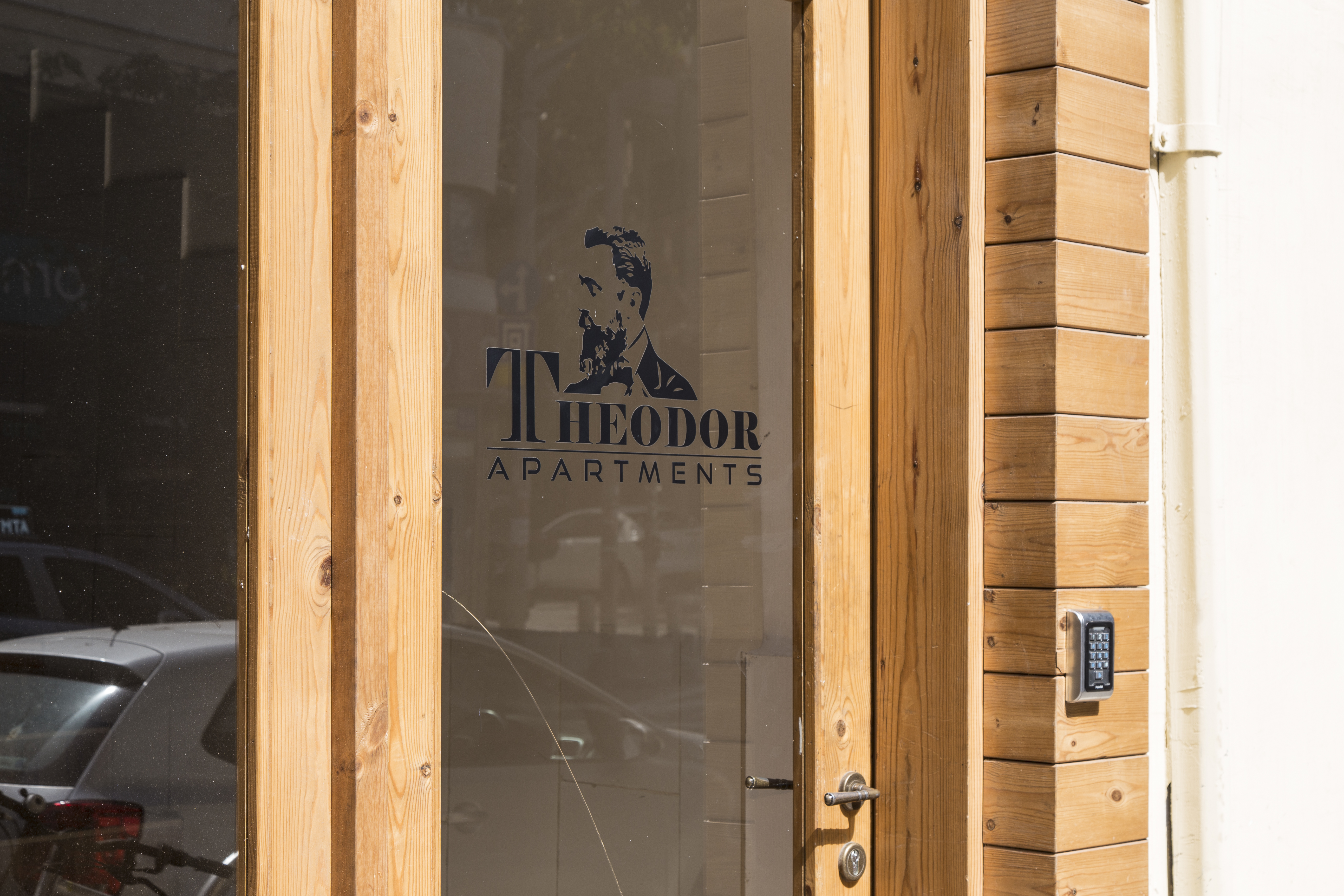
Porte de l'hôtel Theodor Apartments à Tel Aviv.
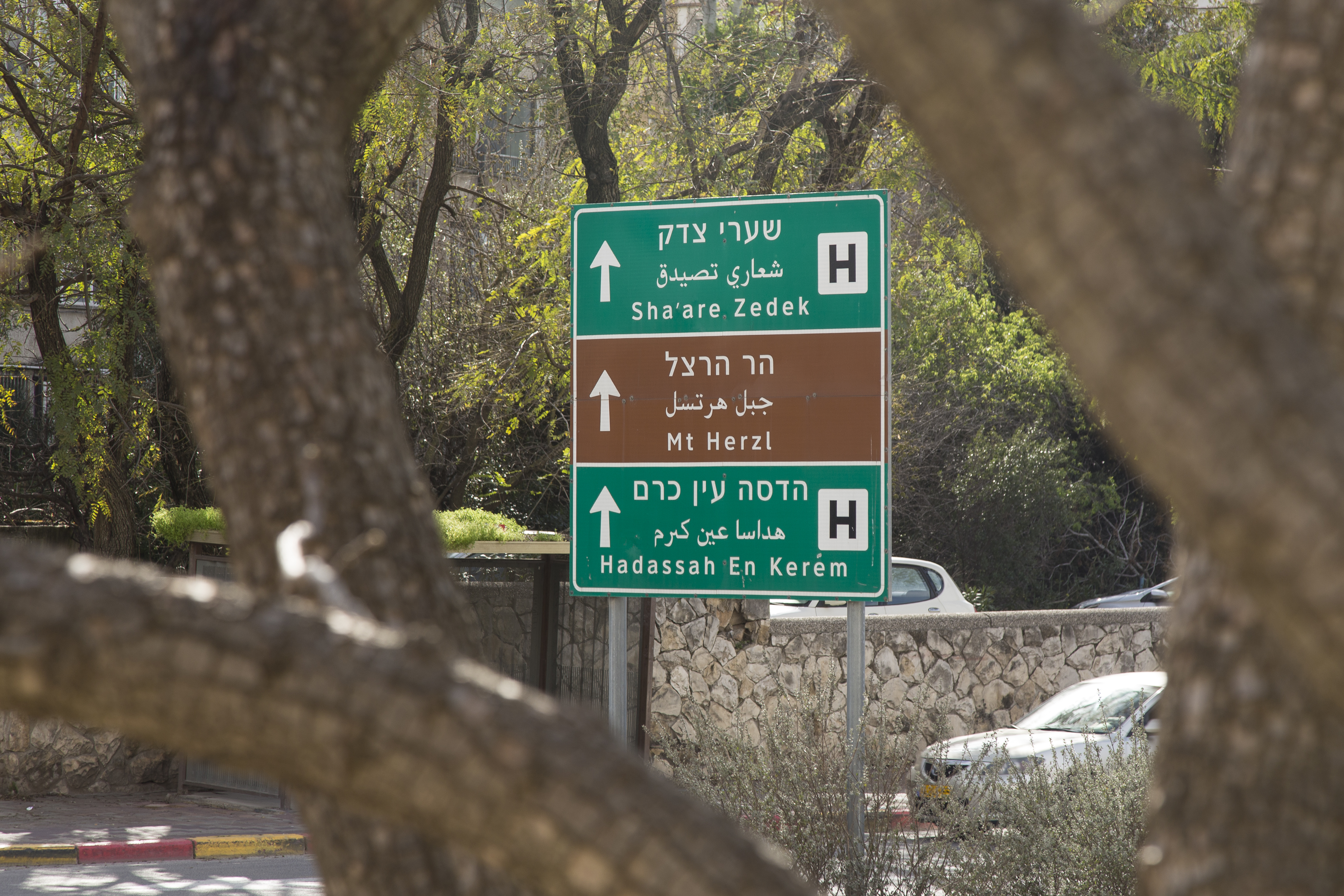
Panneau routier (trilingue) pour le mont Herzl, Jérusalem.
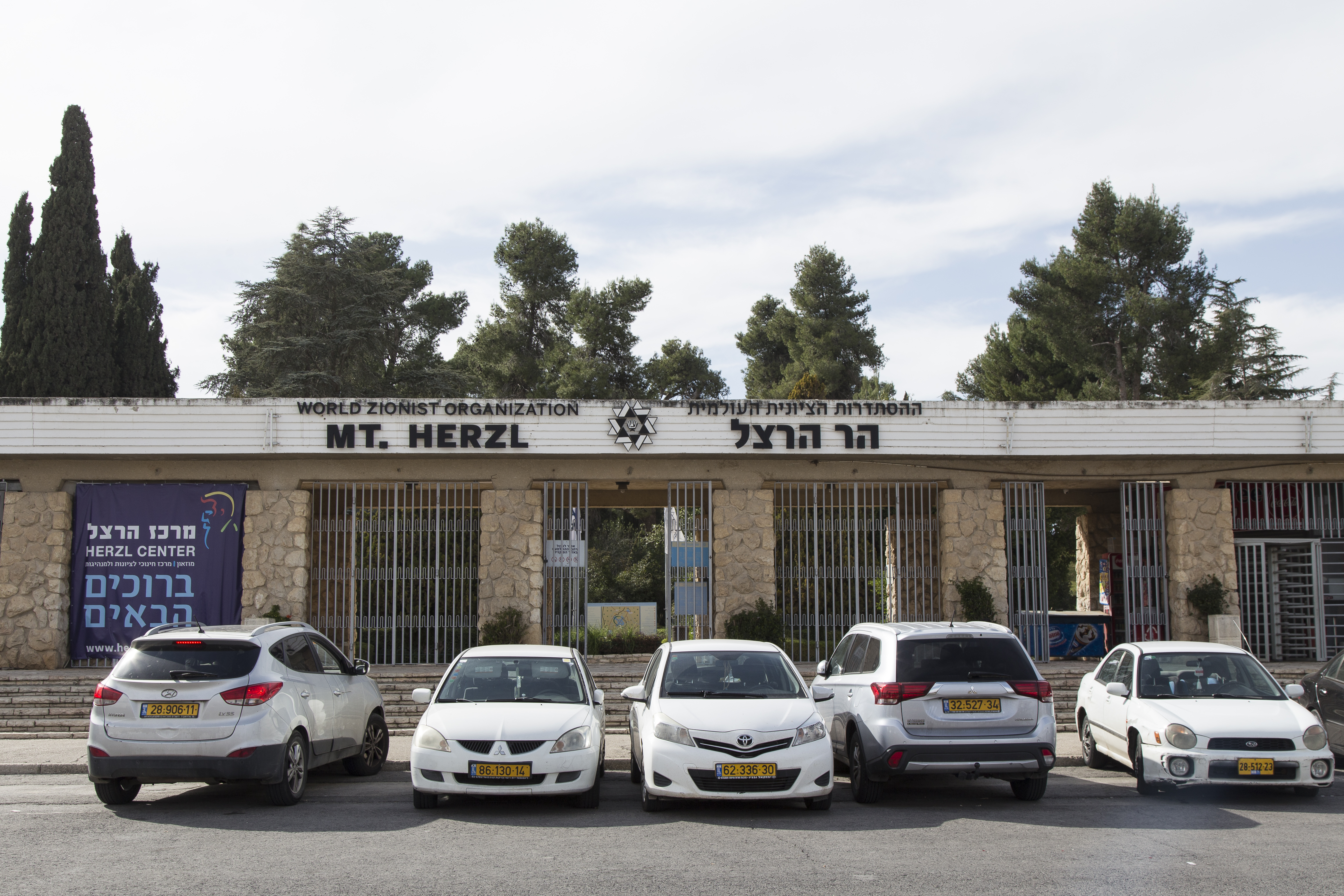
Entrée du centre des visiteurs[pas clair] du mont Herzl.
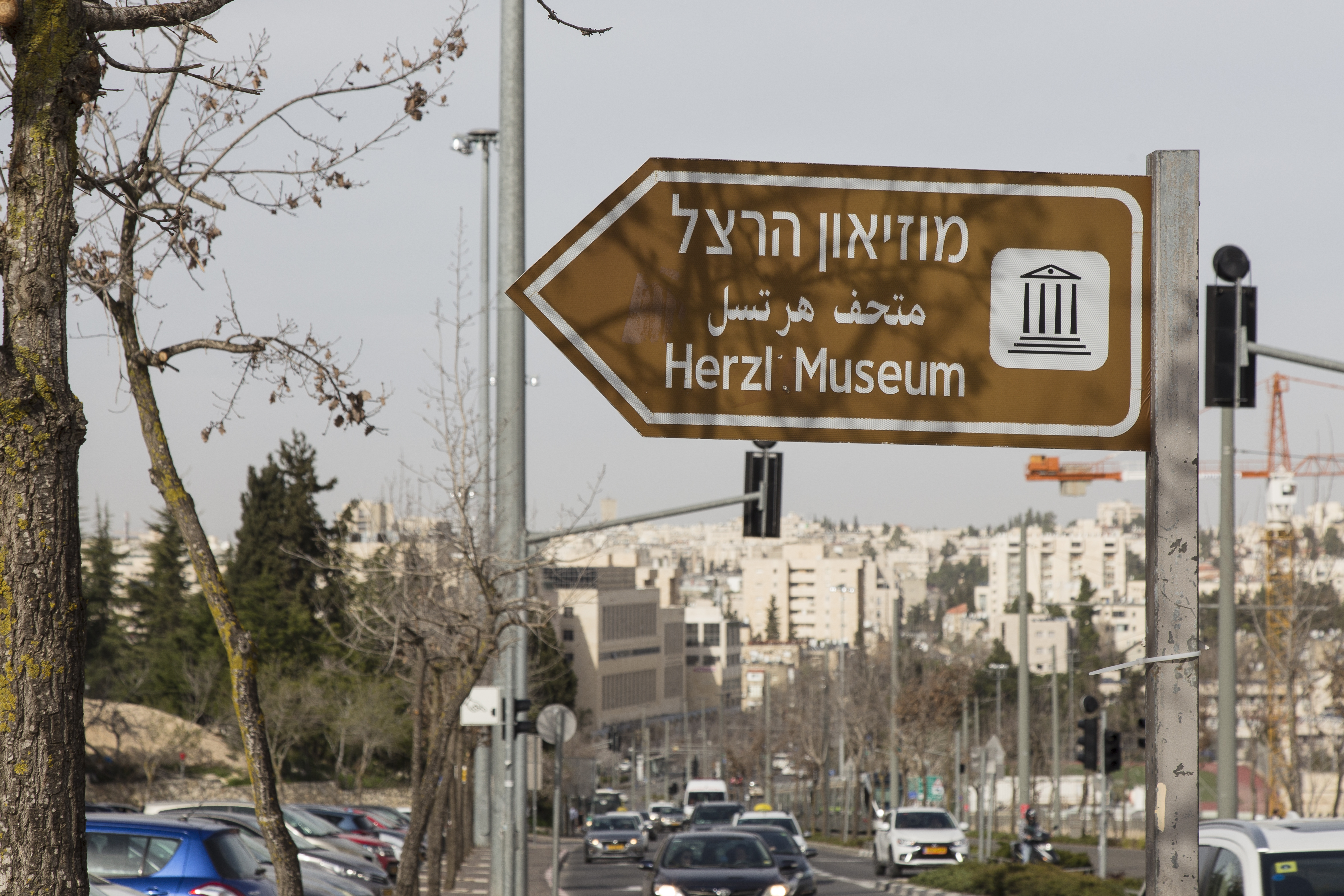
Panneau touristique de rue (trilingue) pour le musée Herzl, Jérusalem.
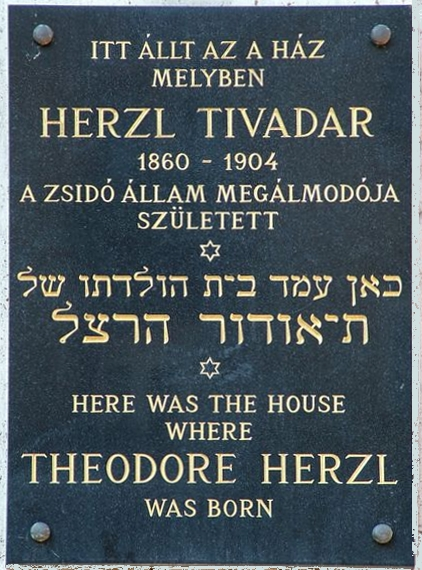
Plaque (trilingue) signalant le lieu de naissance de Theodor Herzl à Pest, à proximité de la grande synagogue de Budapest (Hongrie).
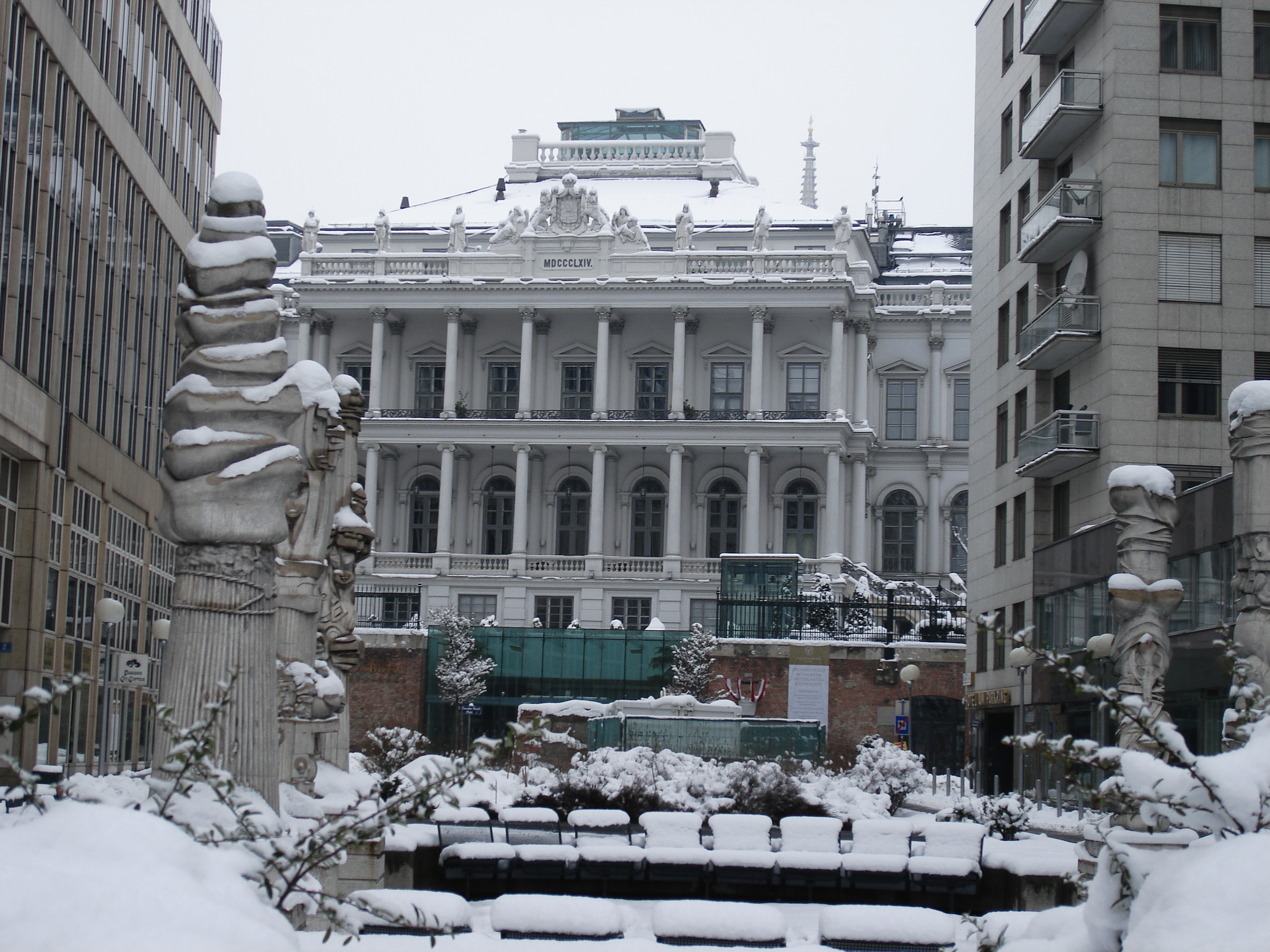
La place Theodore-Herzl sous la neige à Vienne (Autriche).

## Theodor Herzl dans la culture populaire
Dans la série télévisée turque Payitaht: Abdülhamid, qui retrace les treize dernières années du sultan ottoman Abdülhamid II, le personnage de Herzl est interprété par Saygın Soysal.
Dans le film des frères Coen The Big Lebowski, le personnage de Walter Sobchak, interprété par John Goodman, cite Herzl en entrant dans un bowling : If you will it, it is no dream! (« Si tu le veux, ce n'est pas un rêve ! »). Cette phrase figure sur la couverture de Altneuland, roman de Herzl paru en 1902.

## Sources

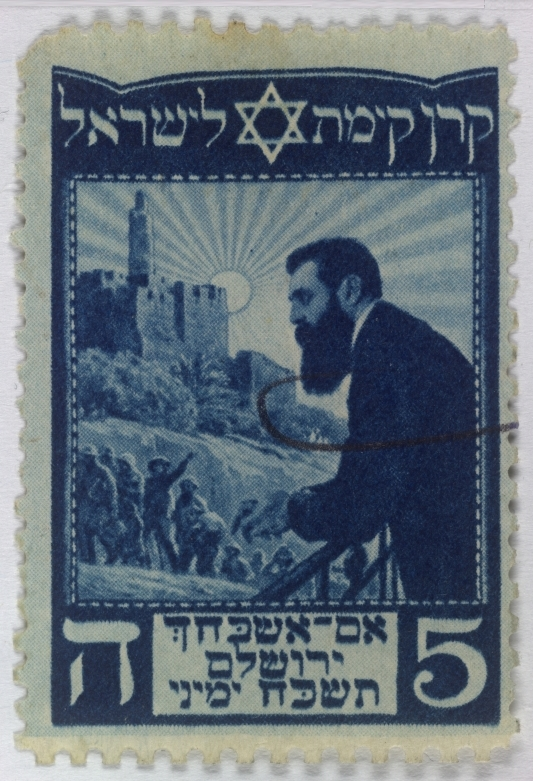
Timbre-vignette du Fonds National Juif, 1916, visant à récolter de l'argent, commémorant le 6 congrès sioniste de Bâle de 1903, avec le verset (Ps 137:5 — « Si je t’oublie, Jérusalem, que ma main droite se dessèche ! ») qui clôture du discours de T. Herzl.

- Timbre-vignette du Fonds National Juif, 1916, visant à récolter de l'argent, commémorant le 6e congrès sioniste de Bâle de 1903, avec le verset (Ps 137:5 — « Si je t’oublie, Jérusalem, que ma main droite se dessèche ! ») qui clôture du discours de T. Herzl. Cet article contient des extraits de l'article « Herzl, Theodor » par Isidore Singer et J de Haas de la Jewish Encyclopedia de 1901–1906 dont le contenu se trouve dans le domaine public.